# Виолета Лутовац Ђурђевић
Виолета Лутовац Ђурђевић (Крушевац, 31. август 1986) српска је политичарка, актуелна председница Општине Варварин, функционер Српске напредне странке и народна посланица у Народној скупштини Републике Србије у два мандата.

## Биографија
Виолета Лутовац Ђурђевић по занимању је доктор медицине. Гимназију – природно математичког смера завршила у Варварину, као носилац Вукове дипломе. Дипломирала на Медицинском факултету Универзитета у Нишу.

### Политичка каријера
У политичком животу активна је од 2012. године када је први пут изабрана за одборника у Скупштини општине Варварин као кандидат изборне листе "Покренимо Варварин". За одборника бирана је и на локалним изборима 2016. и 2020. године. Одлуком одборника Скупштине општине Варварин, 9. јуна 2016. године именована је на функцију заменика председника Општине Варварин, коју је обављала до краја 2017. године.
Дужност народног посланика у Народној скупштини Републике Србије вршила је у два мандата, од парламентарних избора 2014. до 2016. године и од фебруара 2019. до јунских избора 2020. године.
Одлуком Скупштине општине Варварин од 1. септембра 2020. године, изабрана је за председницу Општине Варварин, прва жена на тој функцији.
На челу Општинског одбора Српске напредне странке у Варварину налази се од 2013. године.Члан је Главног одбора Српске напредне странке.